# إشتار
إشتار (بالعبرية: אישתאר) هي مغنية إسرائيلية من أصل مصري مغربي يهودي اشتهرت بغنائها باللغات العبرية والعربية والإسبانية والفرنسية. كما عرفت كالمغنية الرئيسية في الفرقة الموسيقية الفرنسية ألابينا.
ولدت في مدينة كريات آتا بالقرب من حيفا في 10 تشرين الثاني 1968 باسم إستیر زاخ بيتون (אסתר זך ביטון) واختارت اسمها المسرحي إشتار نسبة إلى إلهة الجنس والحب، والجمال والحرب عند البابليين، المعروف باسم عشتار.

## روابط خارجية
- إشتار على موقع IMDb (الإنجليزية)
- إشتار على موقع ميوزك برينز (الإنجليزية)
- إشتار على موقع أول ميوزيك (الإنجليزية)
- إشتار على موقع ديسكوغز (الإنجليزية)